# Peter Wiesinger

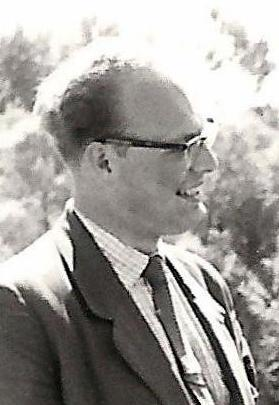
Peter Wiesinger (1960)

Peter Wiesinger (* 15. Mai 1938 in Wien; † 23. Juni 2023 ebenda) war ein österreichischer Germanist.

## Leben
Peter Wiesinger studierte 1956–1960 an der Universität Wien Germanistik und Anglistik und 1960–1962 als Stipendiat des Deutschen Akademischen Austauschdienstes an der Philipps-Universität in Marburg a. d. Lahn., speziell am Forschungsinstitut für deutsche Sprache – Deutscher Sprachatlas. 1964/1965 wurde er sub auspiciis praesidentis an der Universität Wien zum Dr. phil. promoviert. 1965–1969 war er Wissenschaftlicher Assistent am Deutschen Sprachatlas in Marburg, 1969 habilitierte er sich in Marburg für Deutsche Philologie und erhielt dort im Jahr 1971 eine Professur. Von 1972 bis 2006 war er ordentlicher Professor für Deutsche Sprache und ältere deutsche Literatur an der Universität Wien.
Peter Wiesinger war von 1995 bis 2000 Präsident der Internationalen Vereinigung für Germanische Sprach- und Literaturwissenschaft (IVG) und war seit 2001 deren Ehrenpräsident. Wiesinger war wirkliches Mitglied der philosophisch-historischen Klasse der Österreichischen Akademie der Wissenschaften und auswärtiges Mitglied der Polnischen Akademie der Gelehrsamkeit in Krakau (Polen) sowie Professor h. c. der Staatlichen Universität für Wirtschaft und Finanzen in St. Petersburg.
Forschungsgebiete von Peter Wiesinger waren Deutsche Dialektologie, Deutsche Sprachgeschichte, Österreichisches Deutsch, Deutsche Namenforschung und Spätmittelalterliche deutsche Literatur. Über Jahrzehnte prägte er entscheidend die Geschicke des Bairisch-österreichischen Wörterbuchs. Peter Wiesinger verstarb im 86. Lebensjahr in Wien, sein Grab befindet sich auf dem Friedhof Hietzing im 13. Wiener Gemeindebezirk.

## Auszeichnungen
- 1989: Brüder-Grimm-Preis, Marburg
- 2000: Henning-Kaufmann-Preis für Namenforschung, Kiel
- 2014: Österreichisches Ehrenkreuz für Wissenschaft und Kunst I. Klasse

## Veröffentlichungen (Auswahl)
- Phonetisch-phonologische Untersuchungen zur Vokalentwicklung in den deutschen Dialekten. 2 Bände. Berlin 1970.
- (mit Elisabeth Bertol-Raffin): Bibliographie zur Grammatik der deutschen Dialekte 1800–1980. Bern 1982.
- Die Flexionsmorphologie des Verbums im Bairischen. Wien 1989.
- Schreibung und Aussprache im älteren Frühneuhochdeutschen. Berlin 1996.
- Das österreichische Deutsch in Gegenwart und Geschichte. Wien 2006. 2. erweit. Auflage. Wien 2008. 3. neuerl. erweit. Auflage. Wien 2014.
- (mit Daniel Steinbach): 50 Jahre Germanistik in Wien. Wien 2001.
- (mit Martin Roland): Malstil und Schreibsprache. Kunsthistorisch-stilkritische und sprachwissenschaftliche Untersuchungen zur Lokalisierung des Münchener „Jüngeren Titurel“. Wien 2015.
- (mit Edeltraud Weißenböck-Paflik): Andreas Kurzmann. Die deutschen geistlichen Dichtungen Speculum humanae salvationis – Soliloquium Mariae cum Jesu – De quodam moriente. Wien 2017.
- Strukturelle historische Dialektologie des Deutschen. Hrsg. von Franz Patocka. Hildesheim 2017.
- (mit Albrecht Greule): Baiern und Romanen. Tübingen 2019.
- Ortsnamenbuch des Landes Oberösterreich. Herausgegeben von der Österreichischen Akademie der Wissenschaften:
  - Band 1: (mit Elisabeth Bertol-Raffin): Die Ortsnamen des Politischen Bezirkes Braunau am Inn. Wien 1989.
  - Band 2: (mit Elisabeth Bertol-Raffin): Die Ortsnamen des Politischen Bezirkes Ried im Innkreis. Wien 1992.
  - Band 3: (mit Richard Reutner): Die Ortsnamen des Politischen Bezirkes Schärding. Wien 1994.
  - Band 4: (mit Helen Bito und Richard Reutner): Die Ortsnamen des Politischen Bezirkes Vöcklabruck. Wien 1997.
  - Band 5: (mit Karl Hohensinner): Die Ortsnamen der Politischen Bezirke Grieskirchen und Eferding. Linz 2017.
  - Band 6: (mit Richard Reutner): Die Ortsnamen des Politischen Bezirkes Gmunden. Wien 1999.
  - Band 7: (mit Karl Hohensinner und Richard Reutner): Die Ortsnamen der Politischen Bezirke Kirchdorf an der Krems, Steyr-Land und Steyr-Stadt. Wien 2001.
  - Band 10: (mit Karl Hohensinner): Die Ortsnamen des Politischen Bezirkes Urfahr-Umgebung. Wien 2006.
  - Band 11: (mit Karl Hohensinner): Die Ortsnamen der Politischen Bezirke Perg und Freistadt. Wien 2003.
- Österreichisches Deutsch kompakt. Geschichte und Gegenwart. Hg. von Peter Ernst. Wien 2024.

Wiesinger hat außerdem mehr als 200 wissenschaftliche Beiträge in Zeitschriften, Sammelbänden und Handbüchern sowie rund 250 Rezensionen veröffentlicht. Unter den von ihm herausgegebenen Werken ragen die 12 Bände der Akten des X. Internationalen Germanistenkongresses (Wien 2000, Bern 2001/02) und 45 Bände Schriften zur deutschen Sprache in Österreich (Wien 1978 ff.) heraus.